# English Revolution
Pour plus de détails, voir Fiche technique et Distribution.
English Revolution (A Field in England) est un film fantastique britannique coécrit et réalisé par Ben Wheatley et sorti en 2013.

## Synopsis
Durant la première Révolution anglaise, un groupe de déserteurs est capturé par un alchimiste qui les drogue aux champignons hallucinogènes.

## Fiche technique
- Titre original : A Field in England
- Réalisation : Ben Wheatley
- Scénario : Amy Jump et Ben Wheatley
- Direction artistique : Andy Kelly
- Décors : Ashley Dando
- Costumes : Emma Fryer
- Montage : Amy Jump et Ben Wheatley
- Musique : Jim Williams
- Photographie : Laurie Rose
- Son :  Martin Pavey
- Production : Claire Jones et Andrew Starke
- Sociétés de production : Film4
- Sociétés de distribution :
- Pays d’origine :  Royaume-Uni
- Budget :
- Langue : Anglais
- Durée : 90 min
- Format : Couleurs - 35 mm - 1.85:1 -  Son Dolby numérique
- Genre : Film fantastique
- Dates de sortie
  -  Royaume-Uni : 5 juillet 2013

## Distribution
- Julian Barratt
- Michael Smiley
- Reece Shearsmith
- Peter Ferdinando
- Ryan Pope
- Richard Glover

## Récompenses et distinctions

### Récompenses
- Festival international du film de Karlovy Vary 2013 : Prix spécial du jury pour Ben Wheatley

### Nominations et sélections
- Festival international du film de Karlovy Vary 2013 : Sélection officielle au Crystal Globe pour Ben Wheatley
- Festival international du film de Toronto 2013 : Sélection « Wavelengths »
- Festival international du film de Vancouver 2013